# Orest (mitologija)
Orest (grč. Ὀρέστης, Oréstēs) u grčkoj mitologiji bio je Agamemnonov i Klitemnestrin sin, Elektrin brat.

## Etimologija
Orestovo ime dolazi od grčke riječi ορειβάτης = "planinar". U prenesenom značenju, Orest je "onaj koji savladava planine".

## Mitologija

### Život
U homerskoj priči govori se da je Klitemnestra ubila svog muža Agamemnona sjekirom, zajedno s ljubavnikom Egistom (zbog tuge što je htio žrtvovati kćer Ifigeniju ili zato što se vratio s lijepom Kasandrom). Osam godina poslije, Orest se vratio iz Atene sa svojom sestrom Elektrom te osvećuje svog oca ubivši svoju majku Klitemnestru.
Prema Pindaru, Oresta je spasila njegova dadilja Arsinoja otpremivši ih izvan zemlje u Fanotu, na Parnasu, jer Egist i Klitemnestra htjeli su ih ubiti. Ondje se za nj brinuo kralj Strofije.
U svojoj dvadesetoj godini, delfijska proročica naredila mu je da se vrati kući i osveti očevu smrt. Vratio se zajedno sa svojim prijateljem Piladom, Strofijevim sinom. Prema Eshilu, sreo je svoju sestru Elektru pred Agamemnonovim grobom. Ondje su se dogovorili kako će se osvetiti. Slične su tematike Sofoklove i Euripidove tragedije.
u Odiseji Orest je prikazan kao primjer Telemahu, čiju majku Penelopu oblijetaju prosci.

### Tragedije
Priča o Orestovu životu tematika je Eshilove Orestije (Agamemnon, Žrtvonoše, Eumenide), Sofoklove Elektre te Euripidove Elektre, Ifigenije u Tauridi i Oresta.
U Eshilovim Eumenidama Orest poludi nakon ubojstva te ga progone Srde (Erinije ili Eumenide), koje kažnjavaju bilo kakav zločin protiv obitelji. Orest pronalazi utočište u delfijskom hramu. Premda mu je Apolon naložio da osveti očevu smrt, nemoćan je pred Srdama. Na posljetku ga Atena prima na akropoli te postavlja suđenje ispred dvanaest atičkih sudaca. Glasovi sudaca bili su izjednačeni te Atena daje oslobađajući glas. Erinije puštaju Oresta i bivaju čašćene kao Eumenide ("Milostive"), a Orest posvećuje oltar Ateni.
Prema Eshilu, kazna ovdje završava, ali prema Euripidu, da bi Orest pobjegao Erinijama, Apolon mu je naredio da ode u Tauridu te da donese Artemidin kip, koji je bio pao s neba, u Atenu. Dolazi u Tauridu s Piladom te biva zatvoren - u Tauridi je bio običaj da se svi grčki stranci žrtvuju Artemidi. Njezina svećenica, čija je dužnost bila da izvrši žrtvovanje, bila je zapravo Orestova sestra Ifigenija. Ona mu je ponudila da će ga pustiti ako bi odnio kući njezino pismo. Orest odbija otići i želi biti žrtvovan te govori Piladu da otiđe s pismom. Na posljetku su se Orest i Ifigenija prepoznali pismom te sve troje pobjegnu s Artemidinim kipom. Kad se vratio u Grčku, Orest je ubivši Egistova sina Aleta preuzeo očevo mikensko kraljevstvo te mu dodaje Arg i Lakoniju. Umro je od zmijskog ugriza u Arkadiji, a njegovo je tijelo preneseno u Spartu na pokop ili, prema talijanskoj legendi (Servije), u Ariciu pa u Rim.
Prije Trojanskog rata Orest se trebao oženiti svojom rođakinjom Hermionom, Menelajevom i Heleninom kćeri. Nakon što je Orest ubio svoju majku, Menelaj ruku svoje kćeri daje Neoptolemu, Ahilejevu i Didamijinu sinu. Prema Euripidovoj tragediji Andromahi, Orest je ubio Neoptolema pred hramom i pobjegao s Hermionom. Preuzeo je Arg i Arkadiju nakon što su se ispraznila njihova prijestolja te je tako postao vladarom cijelog Peloponeza. S Hermionom je imao sina Tizamena koji je vladao nakon njega i na posljetku bio ubijen od Heraklida.

## Vanjske poveznice
- Orest u grčkoj mitologiji (engl.)